# Strangulare

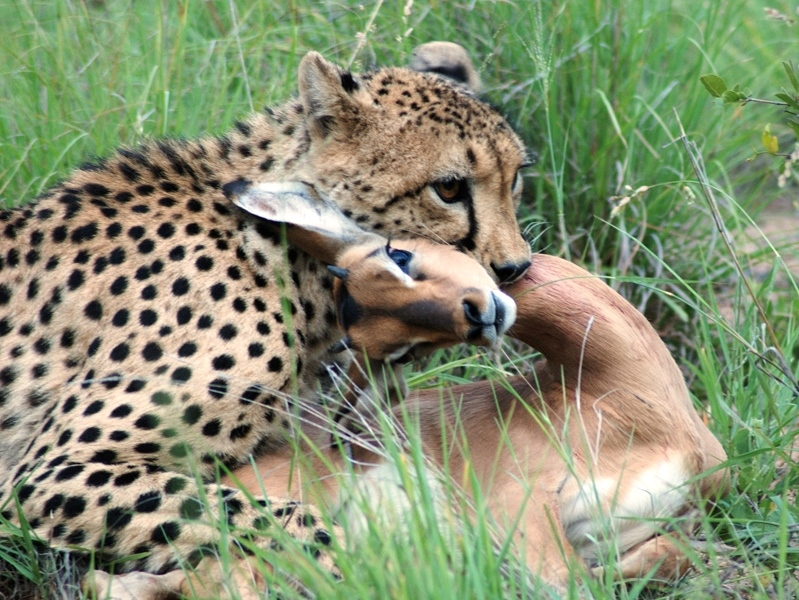
Un ghepard sugrumă o antilopă impala, Timbavati Game Reserve, Africa de Sud

Strangularea este comprimarea gâtului, care poate duce la inconștiență sau la moarte prin cauzarea unei stări hipoxice în creier. Strangularea fatală se produce de obicei în cazuri de violență sau în accidente și este una dintre cele două modalități principale prin care spânzurarea poate provoca moartea (alături de ruperea gâtului victimei).
Strangularea poate să nu fie fatală; sugrumarea limitată sau întreruptă este practicată în asfixierea erotică, în jocul sufocării, și este o tehnică importantă în multe sporturi de luptă și de autoapărare. 
Strangularea poate fi împărțită în trei tipuri generale în funcție de metoda folosită:
- Spânzurare — atârnarea de un cablu înfășurat în jurul gâtului
- Strangulare prin legare — strangulare fără atârnare prin folosirea unui obiect sub formă de cordon numit ștreang
- Strangularea manuală — sugrumarea prin folosirea degetelor și a altor extremități ale corpului